# Glochinema kentrosaurides
Glochinema kentrosaurides is een rondwormensoort uit de familie van de Epsilonematidae. De wetenschappelijke naam van de soort is voor het eerst geldig gepubliceerd in 2002 door Gad.